# هنری ادوارد کولویل
هنری ادوارد کولویل (انگلیسی: Henry Edward Colvile; ۱۰ ژوئیهٔ ۱۸۵۲ – ۲۵ نوامبر ۱۹۰۷) افسر اهل پادشاهی متحد بریتانیای کبیر و ایرلند بود.